# Parrocchie del patriarcato di Venezia
Le parrocchie del patriarcato di Venezia sono 125 e sono distribuite in comuni e frazioni appartenenti a parte della città metropolitana di Venezia.
Nel 1927, su pressione del governo Mussolini che chiedeva una maggiore congruenza tra suddivisioni politiche ed ecclesiastiche, il patriarcato, precedentemente esteso quasi esclusivamente sulla laguna Veneta, ha incorporato le parrocchie dell'entroterra veneziano con Mestre, Marghera e i sobborghi del circondario (già parte del vicariato di Martellago, diocesi di Treviso).

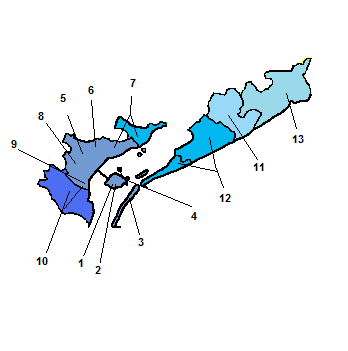
Estensione del patriarcato di Venezia e collocazione dei vicariati

Il patriarcato comprende i seguenti vicariati:
1. Vicariato di San Marco
2. Vicariato di San Polo-Santa Croce-Dorsoduro
3. Vicariato di Mestre
4. Vicariato di Favaro-Altino
5. Vicariato di Marghera
6. Vicariato di Gambarare
7. Vicariato di Eraclea
8. Vicariato di Jesolo
9. Vicariato di Caorle

## Eccezioni all'estensione della diocesi
A causa delle delimitazioni storiche, la diocesi talvolta non comprende del tutto un territorio comunale, lasciando alcune parrocchie alle diocesi limitrofe. I casi in proposito sono:
- le quattro parrocchie dell'isola di Pellestrina (comune di Venezia) fanno parte del vicariato Chioggia-Pellestrina suddivisione della diocesi di Chioggia;
- le due parrocchie della Malcontenta hanno le rispettive sedi in comune di Venezia ma, estendendosi soprattutto in comune di Mira, sono comprese nel vicariato di Gambarare;
- la parrocchia di Cittanova di San Donà di Piave (vic. di Eraclea), già antica sede del potere vescovile e dogale, non appartiene, come il resto del comune, alla diocesi di Treviso;
- Marocco, frazione sia di Mogliano Veneto sia di Venezia, appartiene interamente alla diocesi di Treviso (parrocchia di Sant'Antonio di Mogliano Veneto);
- Ca' Nani, frazione di Jesolo, appartiene alla parrocchia di Santa Maria di Piave (diocesi di Treviso);
- San Giorgio di Livenza, frazione di Caorle, appartiene alla diocesi di Vittorio Veneto;
- Brussa e Castello, frazioni di Caorle, appartengono alla diocesi di Concordia-Pordenone.

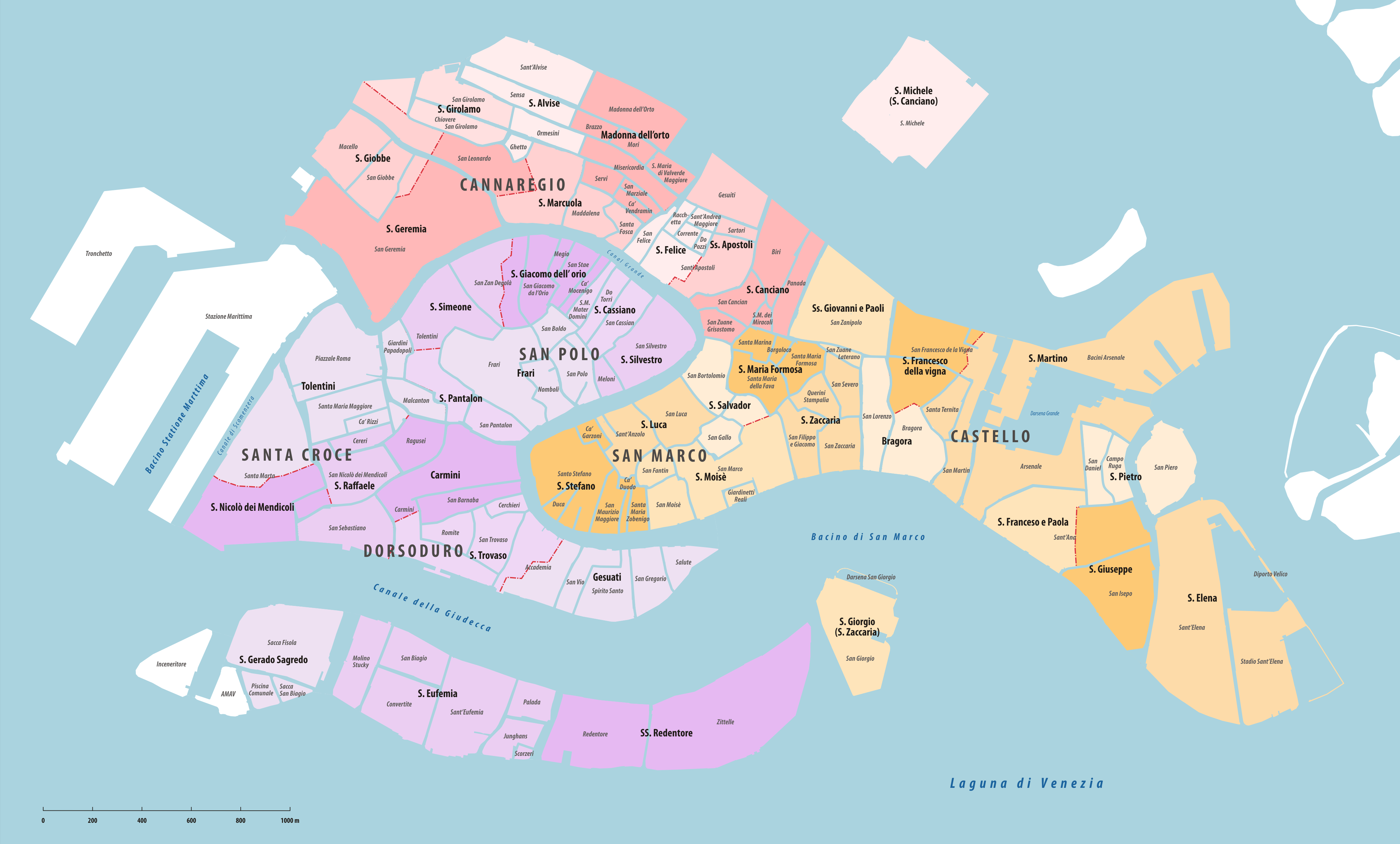
Parrocchie del centro storico di Venezia

## Vicariato di San Marco
Comprende le parrocchie dei sestieri di San Marco, Castello e Cannaregio e delle isole di Murano, Burano, Mazzorbo, Lido e Sant'Erasmo. La popolazione del territorio ammonta a 60.748 unità. Il vicariato deriva dall'unione di quelli di San Marco-Castello, Lido e Cannaregio-Estuario.
| Parrocchia                                                       | Patrono                                                          | Comune  | Frazione/Quartiere    | Popolazione | Web                                               |
| ---------------------------------------------------------------- | ---------------------------------------------------------------- | ------- | --------------------- | ----------- | ------------------------------------------------- |
| San Moisè                                                        | San Mosè                                                         | Venezia | San Marco             | 1.255       |                                                   |
| San Giovanni in Bragora                                          | San Giovanni Battista                                            | Venezia | Castello              | 1.405       |                                                   |
| Sant'Elena (Salesiani)                                           | Sant′Elena imperatrice                                           | Venezia | Castello (Sant'Elena) | 2.044       |                                                   |
| San Francesco della Vigna (Frati minori)                         | San Francesco d'Assisi                                           | Venezia | Castello              | 1.764       |                                                   |
| San Francesco di Paola (Salesiani)                               | San Francesco di Paola                                           | Venezia | Castello              | 1.461       |                                                   |
| San Giuseppe di Castello vulgo Sant′Isepo (Salesiani)            | San Giuseppe                                                     | Venezia | Castello              | 1.885       |                                                   |
| San Luca                                                         | San Luca evangelista                                             | Venezia | San Marco             | 742         |                                                   |
| Santa Maria Formosa                                              | Purificazione di Maria                                           | Venezia | Castello              | 1.573       |                                                   |
| San Martino di Castello                                          | San Martino vescovo                                              | Venezia | Castello              | 1.300       |                                                   |
| San Pietro di Castello (Salesiani)                               | San Pietro apostolo                                              | Venezia | Castello              | 1.461       |                                                   |
| San Salvador                                                     | Santissimo Salvatore                                             | Venezia | San Marco             | 877         | Archiviato il 14 maggio 2008 in Internet Archive. |
| Santo Stefano                                                    | Santo Stefano protomartire                                       | Venezia | San Marco             | 1.387       |                                                   |
| San Zaccaria                                                     | Santi Zaccaria e Atanasio                                        | Venezia | Castello              | 1.359       |                                                   |
| Santi Giovanni e Paolo (Frati predicatori)                       | Santi Giovanni e Paolo martiri                                   | Venezia | Castello              | 1.952       |                                                   |
| San Canciano                                                     | Santi Canzio, Canziano e Canzianilla                             | Venezia | Cannaregio            | 2.068       |                                                   |
| Burano                                                           | San Martino vescovo                                              | Venezia | Burano                | 2.573       |                                                   |
| San Cristoforo vulgo Madonna dell'Orto (Giuseppini del Murialdo) | San Cristoforo martire                                           | Venezia | Cannaregio            | 1.624       |                                                   |
| Mazzorbo                                                         | Santi Pietro apostolo e Caterina vergine e martire               | Venezia | Mazzorbo              | 290         |                                                   |
| Sant'Alvise                                                      | San Lodovico vescovo                                             | Venezia | Cannaregio            | 1.744       |                                                   |
| San Donato                                                       | Santi Maria Assunta, Donato martire e Cipriano vescovo e martire | Venezia | Murano                | 2.495       |                                                   |
| Sant'Erasmo                                                      | Cristo Re                                                        | Venezia | Sant'Erasmo           | 757         |                                                   |
| San Felice                                                       | San Felice martire                                               | Venezia | Cannaregio            | 1.266       |                                                   |
| San Geremia                                                      | Santi Geremia profeta e Lucia vergine e martire                  | Venezia | Cannaregio            | 1.969       |                                                   |
| San Giobbe (Canossiani)                                          | Santi Giobbe e Bernardino                                        | Venezia | Cannaregio            | 1.788       |                                                   |
| San Giorolamo                                                    | San Girolamo sacerdote e dottore                                 | Venezia | Cannaregio            | 1.627       |                                                   |
| San Marcuola                                                     | Santi Ermagora e Fortunato                                       | Venezia | Cannaregio            | 1.823       |                                                   |
| San Pietro                                                       | San Pietro martire                                               | Venezia | Murano                | 1.946       |                                                   |
| Santi Apostoli                                                   | Santi XII Apostoli                                               | Venezia | Cannaregio            | 1.508       |                                                   |
| Santa Maria Elisabetta                                           | Visitazione della Beata Vergine Maria                            | Venezia | Lido                  | 6.306       |                                                   |
| Alberoni                                                         | Santa Maria della Salute                                         | Venezia | Alberoni              | 998         |                                                   |
| Malamocco                                                        | Santa Maria Assunta                                              | Venezia | Malamocco             | 1.623       |                                                   |
| Sant'Antonio                                                     | Purificazione della Beata Vergine Maria                          | Venezia | Lido                  | 4.339       |                                                   |
| Ca' Bianca                                                       | Sant'Ignazio di Loyola                                           | Venezia | Lido                  | 2.790       |                                                   |
| San Nicolò                                                       | San Nicola vescovo                                               | Venezia | Lido                  | 749         |                                                   |

## Vicariato della Salute
Comprende le parrocchie dei sestieri di San Polo, Santa Croce e Dorsoduro (inclusa la Giudecca) nel centro storico di Venezia. La popolazione del territorio ammonta a 24.441 unità.
| Parrocchia                                     | Patrono                                                         | Comune  | Frazione/Quartiere | Popolazione | Web |
| ---------------------------------------------- | --------------------------------------------------------------- | ------- | ------------------ | ----------- | --- |
| San Cassiano                                   | Santi Cassiano di Imola e Cecilia martiri                       | Venezia | San Polo           | 1.783       |     |
| Carmini                                        | Santa Maria del Carmelo                                         | Venezia | Dorsoduro          | 1.963       |     |
| Frari (Frati minori conventuali)               | Santa Maria Gloriosa dei Frari (Assunzione della Beata Vergine) | Venezia | San Polo           | 2.700       |     |
| Santa Maria del Rosario vulgo i Gesuati        | Santa Maria del Rosario                                         | Venezia | Dorsoduro          | 1.180       |     |
| Sant'Eufemia (Frati minori cappuccini)         | Sant'Eufemia vergine e martire                                  | Venezia | Giudecca           | 2.478       |     |
| San Gerardo Sagredo (Frati minori cappuccini)  | San Gerardo Sagredo                                             | Venezia | Sacca Fisola       | 1.559       |     |
| San Giacomo dall'Orio                          | San Giacomo apostolo                                            | Venezia | Santa Croce        | 1.774       |     |
| San Nicolò dei Mendicoli                       | San Nicola vescovo                                              | Venezia | Dorsoduro          | 1.287       |     |
| San Pantalon                                   | San Pantaleone martire                                          | Venezia | Dorsoduro          | 617         |     |
| Angelo Raffaele vulgo Anzolo Rafael            | San Raffaele arcangelo                                          | Venezia | Dorsoduro          | 1.277       |     |
| San Silvestro                                  | San Silvestro I papa                                            | Venezia | San Polo           | 1.680       |     |
| San Simeon Grando                              | San Simeone profeta                                             | Venezia | Santa Croce        | 1.678       |     |
| Santissimo Redentore (Frati minori cappuccini) | Santissimo Redentore                                            | Venezia | Giudecca           | 2.296       |     |
| San Trovaso                                    | Santi Gervasio e Protasio martiri                               | Venezia | Dorsoduro          | 1.075       |     |
| Tolentini (parrocchia universitaria)           | San Nicola da Tolentino                                         | Venezia | Santa Croce        | 1.094       |     |

## Vicariato di Mestre
Comprende le parrocchie delle frazioni Asseggiano, Bissuola, Carpenedo, Chirignago, Cipressina, Favorita, Gazzera, Mestre, Tarù, Trivignano e Zelarino del comune di Venezia. La popolazione del territorio ammonta a 124.891 unità. 
| Parrocchia                       | Patrono                                   | Comune  | Frazione/Quartiere          | Popolazione | Web                                                  |
| -------------------------------- | ----------------------------------------- | ------- | --------------------------- | ----------- | ---------------------------------------------------- |
| Mestre - duomo                   | San Lorenzo martire                       | Venezia | Mestre                      | 11.341      |                                                      |
| Altobello (Padri somaschi)       | Cuore Immacolato di Maria                 | Venezia | Altobello                   | 3.620       | Archiviato il 30 settembre 2011 in Internet Archive. |
| Santa Barbara                    | Santa Barbara vergine e martire           | Venezia | Santa Barbara               | 6.906       |                                                      |
| Sacro Cuore                      | Sacro Cuore di Gesù                       | Venezia | Piave 1860                  | 7.700       |                                                      |
| San Giuseppe                     | San Giuseppe                              | Venezia | Villaggio San Marco         | 4.651       |                                                      |
| San Lorenzo Giustiniani          | San Lorenzo Giustiniani                   | Venezia | Cipressina                  | 4.717       |                                                      |
| San Marco                        | San Marco                                 | Venezia | zona San Lorenzo-XXV Aprile | 4.324       |                                                      |
| Santa Maria di Lourdes           | Santa Maria Immacolata di Lourdes         | Venezia | Piave 1860                  | 7.212       |                                                      |
| Santa Rita                       | Santa Rita da Cascia                      | Venezia | Piave 1860                  | 4.114       |                                                      |
| Carpenedo                        | Santi Gervasio e Protasio                 | Venezia | Carpenedo                   | 5.552       |                                                      |
| Addolorata                       | Beata Vergine Addolorata                  | Venezia | Bissuola                    | 8.698       |                                                      |
| Bissuola                         | Santa Maria della Pace                    | Venezia | Bissuola                    | 5.945       |                                                      |
| Corpus Domini                    | Corpus Domini                             | Venezia | Quartiere Pertini           | 3.324       |                                                      |
| San Giovanni evangelista         | San Giovanni Evangelista                  | Venezia | Carpenedo                   | 3.704       |                                                      |
| Santa Maria del Carmelo-Favorita | Santa Maria del Carmelo                   | Venezia | Favorita                    | 2.386       |                                                      |
| Santa Maria Goretti              | Santi Gregorio Barbarigo e Maria Goretti  | Venezia | Carpenedo                   | 5.539       | Archiviato il 18 gennaio 2019 in Internet Archive.   |
| San Paolo                        | San Paolo apostolo                        | Venezia | Carpenedo                   | 3.390       |                                                      |
| San Pietro Orseolo               | San Pietro Orseolo                        | Venezia | Carpenedo                   | 4.632       |                                                      |
| Santissima Trinità               | Santissima Trinità                        | Venezia | Villaggio Sartori           | 2.503       |                                                      |
| Zelarino                         | Santa Maria Immacolata e San Vigilio      | Venezia | Zelarino                    | 6.560       |                                                      |
| Asseggiano                       | Santa Maria del Suffragio                 | Venezia | Asseggiano                  | 2.382       |                                                      |
| Chirignago                       | San Giorgio martire e Sacro Cuore di Gesù | Venezia | Chirignago                  | 7.785       |                                                      |
| Gazzera                          | Santa Maria Ausiliatrice                  | Venezia | Gazzera                     | 7.010       |                                                      |
| Tarù                             | Santa Lucia vergine e martire             | Venezia | Tarù                        | 1.630       |                                                      |
| Trivignano                       | San Pietro apostolo                       | Venezia | Trivignano                  | 2.774       | Archiviato il 4 marzo 2016 in Internet Archive.      |

## Vicariato di Favaro-Altino
Comprende le parrocchie del comune di Quarto d'Altino e quelle di Favaro Veneto e dintorni (comune di Venezia). La popolazione del territorio ammonta a 32.557 unità. 
| Parrocchia                    | Patrono                                      | Comune          | Frazione/Quartiere | Popolazione | Web                                              |
| ----------------------------- | -------------------------------------------- | --------------- | ------------------ | ----------- | ------------------------------------------------ |
| Quarto d'Altino               | San Michele arcangelo                        | Quarto d'Altino | centro             | 7.207       |                                                  |
| Altino                        | Sant'Eliodoro vescovo                        | Quarto d'Altino | Altino             | 135         |                                                  |
| Ca' Noghera                   | Santa Caterina vergine e martire             | Venezia         | Ca' Noghera        | 327         |                                                  |
| Campalto                      | Santi Benedetto abate e Martino vescovo      | Venezia         | Campalto           | 6.230       |                                                  |
| Dese                          | Natività di Maria                            | Venezia         | Dese               | 2.098       |                                                  |
| Portegrandi                   | San Magno vescovo                            | Quarto d'Altino | Portegrandi        | 971         |                                                  |
| Favaro Veneto                 | Sant'Andrea apostolo                         | Venezia         | Favaro Veneto      | 4.067       |                                                  |
| Favaro - San Leopoldo Mandich | San Leopoldo da Castelnuovo                  | Venezia         | Favaro Veneto      | 2.031       |                                                  |
| Favaro - San Pietro           | San Pietro apostolo                          | Venezia         | Favaro Veneto      | 5.860       | Archiviato il 16 marzo 2008 in Internet Archive. |
| Tessera                       | Santa Maria Assunta                          | Venezia         | Tessera            | 1.856       |                                                  |
| Villaggio Laguna              | Mistero dell'Incarnazione detta l'Annunziata | Venezia         | Villaggio Laguna   | 1.775       |                                                  |

## Vicariato di Marghera
Comprende le parrocchie di Marghera e delle sue località. La popolazione del territorio ammonta a 25.936 unità.
| Parrocchia                 | Patrono                            | Comune  | Frazione/Quartiere | Popolazione | Web |
| -------------------------- | ---------------------------------- | ------- | ------------------ | ----------- | --- |
| Sant'Antonio               | Sant'Antonio di Padova             | Venezia | Marghera           | 4.958       |     |
| Catene                     | Madonna della Salute               | Venezia | Catene             | 5.831       |     |
| Gesù Lavoratore (Orionini) | San Girolamo Emiliani              | Venezia | Marghera           | 2.575       |     |
| San Michele                | San Michele arcangelo              | Venezia | Marghera           | 1.998       |     |
| San Pio X (Orionini)       | San Pio X                          | Venezia | Marghera           | 4.875       |     |
| Santi Francesco e Chiara   | Santi Francesco e Chiara di Assisi | Venezia | Marghera           | 2.447       |     |
| Santissima Resurrezione    | Santissima Risurrezione            | Venezia | Marghera           | 2.224       |     |
| Villabona                  | Natività di Gesù Cristo            | Venezia | Villabona          | 1.028       |     |

## Vicariato di Gambarare
Comprende le parrocchie del comune di Mira e le due parrocchie della Malcontenta di Venezia. La popolazione del territorio ammonta a 40.298 unità. 
| Parrocchia             | Patrono                                   | Comune         | Frazione/Quartiere | Popolazione | Web |
| ---------------------- | ----------------------------------------- | -------------- | ------------------ | ----------- | --- |
| Gambarare              | San Giovanni Battista                     | Mira           | Gambarare          | 7.049       |     |
| Borbiago               | Santa Maria Assunta                       | Mira           | Borbiago           | 3.358       |     |
| Malcontenta            | Sant'Ilario vescovo                       | Mira e Venezia | Malcontenta        | 3.198       |     |
| Marano Veneziano       | Santi Teonisto martire e Agostino vescovo | Mira           | Marano Veneziano   | 2.494       |     |
| Mira Porte             | San Marco Evangelista                     | Mira           | Mira Porte         | 4.078       |     |
| Mira Taglio            | San Nicolò vescovo                        | Mira           | Mira Taglio        | 8.305       |     |
| Oriago                 | Santa Maria Maddalena penitente           | Mira           | Oriago             | 5.085       |     |
| San Pietro in Bosco    | San Pietro apostolo                       | Mira           | Oriago             | 5.939       |     |
| Termine di Malcontenta | Sacro Cuore di Gesù                       | Mira e Venezia | Malcontenta        | 792         |     |

## Vicariato di Eraclea
Comprende le parrocchie del comune di Eraclea e di Cittanova di San Donà di Piave. La popolazione del territorio ammonta a 12.635 unità.
| Parrocchia     | Patrono                      | Comune                      | Frazione/Quartiere | Popolazione | Web |
| -------------- | ---------------------------- | --------------------------- | ------------------ | ----------- | --- |
| Eraclea        | Santa Maria Concetta         | Eraclea                     | centro             | 4.795       |     |
| Ca' Turcata    | San Gabriele dell'Addolorata | Eraclea                     | Ca' Turcata        | 543         |     |
| Cittanova      | Santa Maria del Carmelo      | Eraclea e San Donà di Piave | Cittanova          | 352         |     |
| Ponte Crepaldo | San Giovanni Bosco           | Eraclea                     | Ponte Crepaldo     | 2.956       |     |
| Stretti        | San Tiziano vescovo          | Eraclea                     | Stretti            | 1.485       |     |
| Torre di Fine  | San Ferdinando re            | Eraclea                     | Torre di Fine      | 1.991       |     |
| Valcasoni      | Gesù Buon Pastore            | Eraclea                     | Valcasoni          | 513         |     |

## Vicariato di Jesolo-Cavallino-Treporti
Comprende le parrocchie dei comuni di Jesolo e Cavallino-Treporti, esclusa la frazione Ca' Nani di Jesolo (diocesi di Treviso). La popolazione del territorio ammonta a 36.876 unità.
| Parrocchia               | Patrono                  | Comune             | Frazione/Quartiere   | Popolazione | Web |
| ------------------------ | ------------------------ | ------------------ | -------------------- | ----------- | --- |
| Jesolo Centro            | San Giovanni Battista    | Jesolo             | centro               | 11.862      |     |
| Ca' Savio                | San Francesco d'Assisi   | Cavallino-Treporti | Ca' Savio            | 5.631       |     |
| Ca' Vio                  | Sacro Cuore di Gesù      | Cavallino-Treporti | Ca' Vio              | 2.574       |     |
| Cavallino                | Santa Maria Elisabetta   | Cavallino-Treporti | Cavallino            | 2.809       |     |
| Cortellazzo              | San Giuseppe             | Jesolo             | Cortellazzo          | 1.400       |     |
| Lido di Jesolo           | Sacro Cuore di Gesù      | Jesolo             | Jesolo Lido          | 2.728       |     |
| Passarella               | Santa Maria Assunta      | Jesolo             | Passarella di Sotto  | 740         |     |
| Santa Maria Ausiliatrice | Santa Maria Ausiliatrice | Jesolo             | Jesolo Lido          | 4.213       |     |
| Santi Liberale e Mauro   | Santi Liberale e Mauro   | Jesolo             | Jesolo Lido-Ca'Gamba | 3.000       |     |
| Treporti                 | Santissima Trinità       | Cavallino-Treporti | Treporti             | 1.919       |     |

## Vicariato di Caorle
Comprende le parrocchie del comune di Caorle eccetto le frazioni di San Giorgio di Livenza (diocesi di Vittorio Veneto), Brussa e Castello (diocesi di Concordia-Pordenone). La popolazione del territorio ammonta a 10.092 unità.
| Parrocchia       | Patrono                    | Comune           | Frazione/Quartiere                            | Popolazione | Web                                               |
| ---------------- | -------------------------- | ---------------- | --------------------------------------------- | ----------- | ------------------------------------------------- |
| Caorle           | Santo Stefano protomartire | Caorle           | centro                                        | 5.802       |                                                   |
| Ca' Corniani     | San Giovanni Battista      | Caorle           | Ca' Corniani - Ca' Cottoni                    | 122         |                                                   |
| Croce Gloriosa   | San Giovanni XXIII         | Caorle - Eraclea | Porto Santa Margherita - Lido Altanea - Brian | 1.278       | Archiviato il 20 giugno 2009 in Internet Archive. |
| Marango          | Santissimo Nome di Maria   | Caorle           | Marango                                       | 40          |                                                   |
| San Gaetano      | San Gaetano di Thiene      | Caorle           | San Gaetano                                   | 1.192       |                                                   |
| Santa Margherita | Santa Margherita           | Caorle           | Santa Margherita                              | 1.658       |                                                   |